# Emirat
Un emirat —de l'àrab أمير, amīr, ‘aquell qui ordena’, ‘cap’, ‘governant’, alhora derivat del verb أمر, amara, ‘manar’— o, segons la forma àrab, una imara —àrab: إمارة, imāra; en plural إمارات, imārāt— és la qualitat, dignitat, ofici o competència territorial d'un emir, sigui aquest un sobirà independent, un príncep o un governador.
Històricament han existit molts emirats, alguns plenament independents, altres formalment dependents del califat, com l'emirat omeia de Qúrtuba o Còrdova. Actualment i de forma general, un emirat designa un territori polític que és governat per un monarca dinàstic àrab conegut com a emir. Ja que la majoria dels emirats han desaparegut, s'han integrat a altres Estats moderns més grans o han canviat el nom dels seus monarques (p. ex. a màlik, ‘rei’ o a sultà), actualment els únics emirats són l'Afganistan, Kuwait, Qatar i els que integren els Emirats Àrabs Units, una federació que comprèn set emirats federats, cadascun administrat per un emir hereditari, que en conjunt formen un col·legi electoral per les eleccions del president i el primer ministre.
Tanmateix, en la llengua àrab, el terme també pot fer referència a qualsevol província d'un país que és administrat per un membre d'una classe governant, especialment si és un membre de la classe reial (usualment conegut com a xeic), com és el cas de les governacions de l'Aràbia Saudita.

## Emirats actuals
Els emirats actuals amb autonomia política s'enumeren a continuació:
- Afganistan (des del 15 d'agost de 2021)
- Estat de Kuwait (des del 14 de maig de 1961)
- Estat de Qatar (des del 3 de desembre de 1971)
- Emirats Àrabs Units (des del 2 de desembre de 1971) Federació dels emirats:
  -  Emirat d'Abu Dhabi
  -  Emirat d'Ajman
  -  Emirat de Dubai
  - Emirat de Fujairah
  -  Emirat de Ras al-Khaimah
  -  Emirat de Xarjah
  -  Emirat d'Umm al-Qaiwain

## Antics emirats o emirats integrats
Aquests són els emirats que o bé han deixat d'existir, no són reconeguts i no tenen poder real, o bé s'han integrat en un altre estat i s'han conservat com a "estats tradicionals". Estan ordenats per ubicació i per ordre de la data del primer líder anomenat "emir".

### Nord d'Àfrica
- Nakur, costa nord de l'actual Marroc (710–1019)
- Emirat Aglàbide d'Ifríqiya, a les actuals Tunísia, Algèria, Sicília, Marroc i Líbia (800–909)
- Emirat Hàfsida d'Ifriqiya, a les actuals Tunísia, Algèria i Líbia (1229–1574)
- Emirat de Zab, a l'actual Algèria (circa 1400)
- Emirat de Trarza, al sud-oest de l'actual Mauritània (1640–1902)
- Emirat de Cirenaica, a l'est de Líbia (1949–1951)

### Àfrica subsahariana
- Emirat de Fika, al nord-est de l'actual Nigèria (segle xv). Actualment és un estat tradicional.[5]
- Emirat de Gwandu, al nord-oest de l'actual Nigèria (segle xv-2005). Aactualment anul·lat.
- Emirat de Kebbi, al nord-oest de l'actual Nigèria (1516). Aactualment és un estat tradicional.
- Emirat de Harar, a l'est de l'actual Etiòpia (1647–1887)
- Emirat de Gumel, al centre-nord de l'actual Nigèria (1749). Actualment és un estat tradicional.
- Emirat de Yauri, al nord-oest de l'actual Nigèria (1799). Actualment és un estat tradicional.
- Emirat de Gombe, al nord-est de l'actual Nigèria (1804). Actualment és un estat tradicional.
- Emirat de Kano, al centre-nord de l'actual Nigèria (1805). Actualment és un estat tradicional.
- Emirat de Bauchi, a l nord-est de l'actual Nigèria (1805). Actualment és un estat tradicional.
- Emirat de Daura, al sud de l'actual Níger i centre-nord de l'actual Nigèria (1805). Actualment és un estat tradicional.
- Emirat de Katagum, al centre-nord de l'actual Nigèria (1807). Actualment és un estat tradicional.
- Emirat de Zaria, al centre-nord de l'actual Nigèria (1808). Actualment és un estat tradicional.
- Emirat de Potiskum, al nord-est de l'actual Nigèria (1809). Actualment és un estat tradicional.
- Emirat d'Adamaua, a l'oest de l'actual Camerun i est de Nigèria (1809). Actualment és un estat tradicional.
- Emirat d'Ilorin, al sud-oest de l'actual Nigèria (1817). Actualment és un estat tradicional.
- Emirat de Muri, al centre-est de l'actual Nigèria (1817). Actualment és un estat tradicional.
- Emirat de Kazaure, al centre-nord de l'actual Nigèria (1819). Actualment és un estat tradicional.
- Emirat de Lapai, al centre de l'actual Nigèria (1825). Actualment és un estat tradicional.
- Emirat de Say, al sud-oest de l'actual Níger (1825)
- Emirat de Suleja, a l'actual centre de Nigèria (1828). Actualment és un estat tradicional.
- Emirat d'Agaie, al centre-oest de l'actual Nigèria (1832). Actualment és un estat tradicional.
- Emirat de Bida, al centre-oest de l'actual Nigèria (1856). Actualment és un estat tradicional.
- Emirat de Kontagora, al centre-nord de l'actual Nigèria (1858). Actualment és un estat tradicional.
- Emirat de Zabarma, al nord-est de l'actual Ghana (1860–1897)
- Emirat de Borno, al nord-est de l'actual Nigèria (1900). Actualment és un estat tradicional.
- Emirat de Dikwa, al nord-est de l'actual Nigèria (1901). Actualment és un estat tradicional.
- Emirat de Biu, al nord-est de l'actual Nigèria (1920). Actualment és un estat tradicional.
- Emirat de Borgu, al centre-oest de l'actual Nigèria, establert el 1954 a partir de l'unificació de l'Emirat de Bussa (1730–1954) i l'Emirat de Kaiama (1912–1954). Actualment és un estat tradicional.

### Península aràbiga
- Emirat de la Meca, Aràbia occidental (967–1916)
- Emirat d'Uyunid, Aràbia oriental (1076–1253)
- Emirat de Jabrids, centre i est d'Aràbia (1417–1524)
- Emirat d'Al-Uyaynah, Aràbia central (1446–1760)
- Emirat de Bani Khalid, Aràbia oriental (1669–1796)
- Emirat de Beihan, al sud-est de l'actual Iemen (1680–1967)
- Emirat de Diriyah, principalment a l'actual Aràbia Saudita i als Emirats Àrabs Units (1727–1818)
- Emirat de Nejd, Aràbia central i oriental (1818–1891)
- Emirat de Dhala, al sud de l'actual Iemen (principis del segle segle xix-1967)
- Emirat d'Hail, centre-nord d'Aràbia (1836–1921)
- Emirat de Nejd i Hasa, Aràbia central (1902–1921)
- Emirat de Sabya, al sud-oest de l'actual Aràbia Saudita (1906–1934)
- Bahrain, sota el títol de màlik (1971–2002), actualment és un regne però amb el títol d'emir.
- Emirats de l'Aràbia Saudita, cadascuna de les tretze governacions de l'actual regne de l'Aràbia Saudita, governada per un emir.

### Àsia central
- Emirat de Habbari, a l'actual sud del Pakistan (854–1011)
- Emirat de Multan, a l'actual centre-est del Pakistan (855 – 1010)
- Emirat de Bukharà, a l'actual Uzbekistan (1785–1920) amb algunes parts al Tadjikistan, Turkmenistan, i Kazakhstan.
- Emirat de Khotan, a l'actual sud-oest de la Xina (1933), es va fusionar a la Primera República del Turquestan Oriental.
- Emirat de Kabul, a bona part de l'actual Afganistan (1823-1855)
- Emirat de l'Afganistan, a l'actual Afganistan (1929)
- Emirat Islàmic de l'Afganistan, a l'actual Afganistan (1996–2001)[6]
- Emirat Islàmic de Kunar, al sud de l'actual Afganistan (1991)

### Orient pròxim
- Emirat de Melitene, al centre de l'actualTurquia (mitjans segle ix-934)
- Emirat de Mosul, a l'actual Iraq (905–1096, 1127–1222, 1254–1383, 1758–1918)
- Emirat d'Amida, a l'est de l'actual Turquia (983–1085)
- Beilicat dels karamànides, al centre-sud de l'actual Anatòlia, Turquia (1250–1487)
- Beilicat de Tin, a l'actual Turquia (1307-1425)
- Beilicat de Dhu l-Kadr, a l'actual Turquia (1337–1522)
- Beilicat d'Erzincan, a l'actual Anatòlia oriental, Turquia (segle xiv-segle xv)
- Emirat del Ramazànides, a l'actual Anatòlia, Turquia (1352–1608)
- Imperi Timurida, L'imperi de Tamerlà i els emirats menors que van quedar després de la caiguda de la dinastia timúrida a l'Orient pròxim, (1370-c.1550)
- Emirat del Mont Líban, a l'actual Líban (1516–1842)
- Emirat de Soran, a l nord-est del'actual Kurdistan iraquià (1816–1835)
- Emirat d'Az-Zubayr, al sud-est de l'actual Iraq (segle xvi)
- Emirat de Transjordània, a l'actual Jordània (1921–1946)
- Emirat Islàmic de Byara, al sud-est de l'actual Kurdistan iraquià (2001–2003)

### Caucas
- Emirat d'Armènia, a les actuals Armènia i Azerbaidjan (685-885)
- Emirat de Darband, a l'actual Dagestan (869–1075)
- Emirat de Tbilissi, a l'actual Geòrgia (740–1122)
- Emirat del Caucas del Nord, a les actuals Txetxènia i l'oest del Daguestan (1919–1920)
- Emirat del Caucas, a la regió russa del Caucas del Nord (2007–2016 )[7][8]

### Península ibèrica
- Emirat de Qúrtuba, als actuals Espanya i Portugal (756–929). El títol canvià a califat el 929.
- Emirat de Batalyaws, als actuals Espanya i Portugal (1013–1095)
- Emirat d'Al-Mariyya, a l'actual província espanyola d'Almeria i comarca de Cartagena (1012-1037 i 1041-1091)
- Emirat de Xerès, a les actuals ciutats espanyoles de Jerez de la Frontera i Arcos de la Frontera (1011-1069)
- Emirat de Granada, al sud-est de l'actual Espanya (1238–1492)

### Mediterrània central i oriental
- Emirat de Creta, a l'actual illa grega de Creta (828-961)
- Emirat de Bari, a l'actual sud-est italià de Bari i la Pulla (847-871)
- Emirat de Malta, a l'actual Malta (870–1091)
- Emirat de Sicília, a l'actual illa italiana de Sicília (965–1072)
- Emirat de Qatansar, a l'actual ciutat italiana de Catanzaro (903-1050)[9]